# Samuel Taggart
Samuel Taggart (* 24. März 1754 in Londonderry, Rockingham County, New Hampshire Colony; † 25. April 1825 in Colrain, Massachusetts) war ein US-amerikanischer Politiker. Zwischen 1803 und 1817 vertrat er den Bundesstaat Massachusetts im US-Repräsentantenhaus.

## Werdegang
Samuel Taggart besuchte vorbereitende Schulen und danach bis 1774 das Dartmouth College in Hanover. Nach einem anschließenden Theologiestudium und seiner 1776 erfolgten Ordination zum Geistlichen begann er in diesem Beruf zu arbeiten. Zunächst war er Pastor in Colrain; danach bereiste er als Missionar den Westen des Staates New York. Politisch wurde er Mitglied der Ende der 1790er Jahre von Alexander Hamilton gegründeten Föderalistischen Partei.
Bei den Kongresswahlen des Jahres 1802 wurde Taggart im sechsten Wahlbezirk von Massachusetts in das US-Repräsentantenhaus in Washington, D.C. gewählt, wo er am 4. März 1803 die Nachfolge von Josiah Smith antrat. Nach sechs Wiederwahlen konnte er bis zum 3. März 1817 sieben Legislaturperioden im Kongress absolvieren. Während seiner Zeit als Kongressabgeordneter wurde im Jahr 1803 durch den von Präsident Thomas Jefferson getätigten Louisiana Purchase das Staatsgebiet der Vereinigten Staaten beträchtlich erweitert. Im Jahr 1804 wurde der zwölfte Verfassungszusatz ratifiziert. Taggart erlebte auch den Britisch-Amerikanischen Krieg von 1812 als Kongressabgeordneter. Im Verlauf dieses Krieges wurde auch der Kongress von den Briten niedergebrannt und musste für einige Jahre in ein Ausweichquartier umziehen.
Im Jahr 1816 verzichtete Samuel Taggart auf eine erneute Kandidatur. Nach dem Ende seiner Zeit im US-Repräsentantenhaus betätigte er sich bis zu seinem Ruhestand am 28. Oktober 1818 wieder als Geistlicher in Colrain. Er starb am 25. April 1825 auf seiner dortigen Farm.